# Франк Веннманн
Франк Веннманн (нім. Frank Wennmann, 27 травня 1955) — німецький плавець.
Призер Чемпіонату світу з водних видів спорту 1978 року.
Призер Чемпіонату Європи з водних видів спорту 1977, 1981 років.